# رابرت تورنس
رابرت تورنس (Robert Torrens) ‏FRS‏ (۱۷۸۰ – ۲۷ می ۱۸۶۴ میلادی) افسر سپاه تفنگداران دریایی سلطنتی، اقتصاددان سیاسی، مالک بخشی از روزنامه تأثیرگذار Globe و یک نویسنده پُرکار بود. او همچنین رئیس هیئت مدیره کمیسیون اسکان استرالیای جنوبی مستقر در لندن بود که توسط قانون سال ۱۸۳۴ استرالیای جنوبی به منظور نظارت از کالنی جدید استرالیای جنوبی ایجاد شده بود تا این‌که کالنی ورشکست شده و او در سال ۱۸۴۱ میلادی برکنار شد. او عمدتاً برای دفاع از علل مهاجرت به کالنی جدید شناخته می‌شود و نام او در دریای اصلی آدلاید، تورنس، اطراف و اکناف تورنسویل و چندین جای دیگر زنده است.
او گاهی اوقات به نام سرهنگ رابرت تورنس یاد می‌شود اما رتبه اخیر نظامی او در منابع مختلف مورد مناقشه است. پسرش، سر رابرت ریچارد تورنس سال‌های زیادی را در استرالیای جنوبی سپری کرد، حتی برای مدت کوتاهی به عنوان مسئول ایالتی ایفای خدمت نموده و به‌خاطر اصلاحات زمینی که انجام داد، معروف شد.

## زندگی ابتدائی و خانواده
تورنس در هروی هیل، دیری، ایرلند تولد شد. او پسر رابرت تورنس از هروی هیل و همسرش الیزابت، خواهرزاده بریستو بود.
خانواده تورنس که فکر می‌شود از نسل یک افسر سوئدی که برای ویلیام سوم انگلستان خدمت می‌کرد، باشند. یک خانواده بزرگ و برجسته دیری بودند. از میان خویشاوندان نسبی متعدد او، سر هنری تورنس مشاور برجسته نظامی و رابرت تورنس، قاضی دادگاه Common Pleas (ایرلند) بودند.
تورنس در سال ۱۸۰۱ میلادی در دوبلین با چاریتی، دختر ریچارد چوت از تاونلند روکسبورو در شهرستان کیری ازدواج کرد. آن‌ها در سال ۱۸۱۹ میلادی از هم جدا شدند و تورنس به انگلستان رفت. او در سپتامبر ۱۸۲۰ با ایستر سارا، خواهرزاده سرلی، ازدواج نمود.
پسر تورنس، رابرت ریچارد تورنس، مدیر و سیاست‌مدار در استرالیای جنوبی، قباله تورنس (Torrens title) که سیستم ثبت قباله‌جات زمین است را ابداع کرد، این سیستم به‌صورت گسترده در مشترک‌المنافع بریتانیا و سایر ایالات (مثلاً آیووا) و کشورها کاربرد دارد.

## حرفه نظامی
تورنس در سال ۱۷۹۶ میلادی وارد نیروی دریایی سلطنتی شد. او در سال ۱۸۱۱ با مدافعه کردن از جزیره بالتیک آنهولت در برابر قوای برتر دانمارکی در لشکرکشی والچرن شهرت یافت. او در آن جنگ به شدت زخمی شده و به خاطر شجاعتش رتبه افتخاری جگرنی به وی اعطا گردید. در دوصدمین سال‌گرد جنگ آنهولت، شمشیر داده شده به تورنس از سوی موزه نیروی بحری سلطنتی خریداری شد.
پس از واگذاری جزیره در اوت ۱۸۱۲، گارنیزیون در زمستان ۱۸۱۲ تحت رهبری جگرن جیمز مالکولم، متحد با قوای اسپانیایی دوباره در اسپانیای شمالی توظیف شد. تورنس در ۳۱ اوت به لندن برگشت، و به او امر شد تا به ستاد قوماندانی وولویچ گزارش بدهد. اگرچه لغت‌نامه زندگی‌نامه ملی (۱۸۸۵–۱۹۰۰ میلادی) از او به عنوان «سرهنگ در لژیون اسپانیایی» یاد شده‌است، این ادعا هنوز توسط منابع دیگر اثبات نشده‌است. یک نامه مورخه ۱۶ ژانویه ۱۸۱۳ وجود دارد که در آن تورنس و ادوارد نیکولس مشترکاً امضا کرده‌اند و بیان می‌دارد که تورنس به ارتش اسپانیایی اعزام نشود، بلکه نیکولس سمت او را بگیرد. نتیجه آن مشخص نیست اما معلوم می‌شود که تورن بایلی به عوضش اعزام شده‌است.
تورنس متعاقباً به عنوان افسر فرمانده نیروی بحری در HMS بلینهایم گماشته شده و این سمت را از ۲۳ ژوئن ۱۸۱۳ تا ۱۱ ژانویه ۱۸۱۴ به‌عهده داشت. آخرین اعزام او در جریان زمستان ۱۸۱۳–۱۸۱۴، در خارج از کشورهای سفلی، در محاصره آنتورپ بود. او در مارس ۱۸۱۴ دوباره به پورتسموت بازگشت.

### اشتباه در رتبه نظامی او
بر اساس DNB، تورنس در سال ۱۸۱۹ میلادی به رتبه دگرمنی و در سال ۱۸۳۷ به رتبه سرهنگی ترفیع کرد. با این حال، او با حق مستمری در سال ۱۸۳۵ بازنشسته شد. بر اساس منشأ شمشیری که در یک کتلاک حراج به تورنس ارائه شده بود، تورنس دیگر خدمت نظامی نکرد اما تا سال ۱۸۳۴ میلادی در نیروی بحری سلطنتی باقی ماند و دوره ۱۸۲۳ – ۳۰ را با حق مستمری سپری کرد. این نشان می‌دهد که رتبه دگرمنی در سال ۱۸۱۹ تنها یک رتبه افتخاری بوده و او سال‌های ۱۸۲۳ تا ۱۸۳۰ را در حق مستمری سپری کرده‌است. او در سال ۱۸۳۱ میلادی به رتبه جگرنی ترفیع کرده و در سال ۱۸۳۴ خدمت نظامی را به اتمام رسانیده‌است.
از او در هانسارد از نوامبر ۱۸۲۶ تا اوت ۱۸۳۲ و در گزارش سال ۱۸۳۱ کمیته انتخاب پارلمانی دربارهٔ کالسکه بخار که او در آن نشسته بود (نشر شده در سال ۱۸۳۴)، به نام «سرهنگ تورنس» یاد شده‌است. و به‌صورت مشابه از او در مقاله‌ای در سال ۱۸۳۲ در ثبت نام سیاسی کوبت به عنوان کسی نام برده شد که مخالف سیاست‌های او بود.
در شهرت پسرش، سر رابرت ریچارد تورنس، در DNB، به تورنس بزرگ «دگرمن» به‌کار برده شده‌است.

## اقتصاددان
تورنس در دسامبر ۱۸۱۸ به عنوان همکار جامعه سلطنتی انتخاب گردید.
او کشف‌کننده مستقل اصل مزیت نسبی در تجارت بین‌المللی بود، اصلی که معمولاً به دیوید ریکاردو نسبت داده می‌شود، در حالی‌که تورنس در سال ۱۸۱۵ میلادی، دو سال قبل از اولین نشر کتاب اصول اقتصاد سیاسی و مالیات اثر ریکاردو، در مورد آن نوشته‌است. او مدافع سرسخت رستگاری کاتولیک بود و در این مورد یک نمایش‌نامه و یک ناول نوشته‌است.
تورنس یکی از اعضای بنیان‌گذار کلب اقتصاد سیاسی بود. او همچنین از اولین کسانی بود که در مورد تعرفه بهینه نظریه‌پردازی کرد و ۱۱ سال از افکار جی اس میل در این مورد پیشی گرفت. طرف‌داری او از عمل متقابل (reciprocity) به جای تجارت آزاد بدون قید و شرط در دهه ۱۸۴۰ بسیار بحث‌برانگیز بود و بعدها از سوی حامیان کمپین اصلاحات تعرفه جوزف چمبرلین به عنوان پیشرو نام برده شد.
تورنس شدیداً از مهاجرت تمویل شده توسط دولت حمایت می‌کرد تا فشار بر بریتانیا کاهش یابد (مخصوصاً در ایرلند؛ او استدلال می‌کرد که معیارهای زندگی در ایرلند تنها در صورتی می‌تواند بهبود یابد که زراعت در ایرلند سود آورتر گردد، اما این کار در همان زمان باعث بی‌جا شدن کارگران به‌صورت گسترده و به‌طور کوتاه مدت خواهد شد و آن‌ها نیاز خواهند داشت تا در دوره گذار مورد حمایت قرار بگیرند).

## استرالیای جنوبی
او قبلاً به برنامه‌ای علاقه‌مند بود که محل سکونت را در نیوزیلند بی‌آبد، در سال ۱۸۲۵ میلادی او مسئول شرکت زیلاند جدید بود، تصدی که ریاست آن به‌عهده شخص سرمایه‌دار جان جورج لامتون، نماینده پارلمان از ویگ (بعداً اولین ارل دورهام) بود و برای اولین بار تلاش کردند تا نیوزیلند را قابل سکونت بسازند. او همچنین به کالنی دریای سوان توماس پیل (سال ۱۸۲۹) علاقه‌مند بود، اما در سال ۱۸۳۱ میلادی، او تنها به‌صورت فردی توانست در طرح‌های مهاجرت حقیقی با شرکت اراضی استرالیای جنوبی (SALC) دخیل گردد. بعد از ناکام شدن SALC، او به اتحادیه استرالیای جنوبی پیوست و احتمالاً امیدوار بود تا به عنوان فرماندار استرالیای جنوبی گماشته شود.
این خواسته او به نتیجه نرسید، اما او به عنوان رئیس کمیسیون اسکان استرالیای جنوبی منصوب گردید، و یکی از ۱۴ کمیسار مهاجرت استرالیای جنوبی شد که همه آن‌ها به استثنای یکی در لندن مستقر بودند. این هیئت مدیره مؤظف بود تا از مهاجرت جدید استرالیای جنوبی نظارت کنند و تورنس وقت و انرژی قابل ملاحظه‌ای را برای نوشتن و لکچردادن به مهاجرین و سرمایه‌گذاران بالقوه به این کالنی، صرف کرد. با این حال، مدیریت مالی او تقریباً در تمام بخش‌ها کاستی داشت: او پول را در طرح‌های تبلیغاتی مصرف کرد؛ به نظرسنجی‌های پُر هزینه‌ای دستور داد که فعالیت نظرسنجی ویلیام لایت در مورد مهاجرت، را مختل می‌کرد؛ افرادی را اولویت داد که ادعا می‌کردند سرمایه قابل ملاحظه‌ای دارند، اما هیچ مکانیزمی وجود نداشت که سرمایه مفروض آن‌ها بررسی شود. معابر آزاد را به یک شکل تنظیم ناشده فراهم کرد. او به جورج گاولر، کسی که پس از اخراج جان هندمارش به عنوان کمیسار اسکان و فرماندار گماشته شده بود، با کمک مالی کمی از انگلستان کمک اندکی کرد. این سؤ مدیریت، باعث شد تا استرالیای جنوبی ورشکسته شود. تورنس در سال ۱۸۴۱ میلادی خلع شد (هرچند در آن زمان، گاولر قربانی اصلی مصائب ولایت بود) و قانون استرالیای جنوبی سال ۱۸۴۲ مهاجرت را تحت حکم مستقیم شاه درآورد.

## سیاست
او به عنوان ویگ در مجلس اعیان سال ۱۸۲۶ نماینده ایسپویچ، سوفولک، در سال ۱۸۳۱ نماینده آشبورتون، دیون و از سال ۱۸۳۲ تا ۱۸۳۵ اولین نماینده پارلمان حوزه انتخابیه جدید بولتون، لانکشایر بود.

## نویسنده
ثبت سالانه (Annual Register) می‌گوید: «او یک نویسنده خستگی ناپذیر بود؛ محصولات قلم او شامل انواع زیاد تراکت‌ها در مورد مضامینی اقتصاد سیاسی، تعدادی جزوه‌های توانا در مورد ارز و تعدادی فعالیت‌های ادبی طبقه سبکتر، به درازای بیش از پنجاه سال می‌شود. برای مدتی سرهنگ تورنس یکی از مالکین و ویراستاران روزنامه گلوب بود. او یک نویسنده با مهارت و صریح بود و بر برخی از مسایل پیچیده مرتبط با علم پولی که مانع سد راه دانشجویان اقتصاد بودند، روشنی قابل ملاحظه ای افگند».

## مرگ و میراث
تورنس در ۲۷ می ۱۸۶۴ میلادی به سن ۸۴ سالگی در لندن درگذشت. از او همسر دومش باقی ماند.
او به‌خاطر مقالاتش در مورد اقتصاد سیاسی و سایر متفکران سیاسی مورد تحسین قرار گرفت.
با وجود انرژی و حمایت خستگی ناپذیر او از اسکان استرالیای جنوبی، تورنس کسی بود که با مدیریت ضعیف مالی ان را به ورشکستگی رساند و باعث شد تا آن اسکان در سال ۱۸۴۲ میلادی تحت اداره شاه قرار بگیرد. با این حال، در دهه ۱۸۴۰ او در اصلاح شرکت‌های که مس را استخراج کرده و در استرالیای جنوبی خط آهن می‌ساختند، کمک کرد.
دریای تورنس (Kara-wirra-parri) که از میان آدیلاید عبور می‌کند، در سال ۱۸۳۶ میلادی به احترام او توسط فرماندار هندمارش نام‌گذاری شده‌است و فرماندار گاولر اولین ایستگاه قرنطینه را در سال ۱۸۳۷ میلادی به جزیره تورنس مسما کرد. سیاح ادوارد ایر در سال ۱۸۳۹ میلادی، جهیل بزرگ نمکی در شمال کالنی را جهیل تورنس نام نهاد و حومه تورنسویل و مناطق شرقی و غربی تورنس نیز به یادبود از رابرت تورنس نام‌گذاری شده‌اند.
و اما تورنس پارک، پس از پسرش، سر رابرت تورنس، نام‌گذاری شده‌است.

## ارجاعات
1. ↑  Moore, Peter (14 October 2014). "Sir Robert Richard Torrens". Adelaidia. Retrieved 10 November 2019. This entry was first published in S.A.'s Greats: The men and women of the North Terrace plaques, edited by John Healey (Historical Society of South Australia Inc. , 2001).
2. ↑  Colonel Robert Torrens, 1780–1864 بایگانی‌شده  در ۹ ژوئیه ۲۰۰۶ توسط Wayback Machine
3. ↑  Leigh Rayment's Peerage Pages
4. ↑  Webb, Alfred (1878). A Compendium of Irish Biography. Dublin: M. H. Gill & son. pp. 534–35. Retrieved 6 April 2010.
5. ↑  "Precious sword bought". Archived from the original on 7 June 2011. Retrieved 2011-06-07.
6. ↑  Letters from Marine Field Officers (Lieutenant Colonels and Majors) 1807–1814 ADM 1/3318 folio 582
7. ↑  Stephen, Leslie (1885–1900). "Torrens, Robert (1780-1864)". Dictionary of National Biography. Volume 57, 1899. MacMillan. p. 66. Retrieved 9 November 2019.
8. ↑  Letters from Commandants at Woolwich 1812–1814 ADM 1/3308 folio 540
9. ↑  HMS Blenheim Ship Muster 1813 June – 1814 Sep ADM 35/3340
10. ↑  Letters from Marine Field Officers (Lieutenant Colonels and Majors) 1807–1814 ADM 1/3318 folio 695
11. ↑  "Lot 85: A fine presentation sword to Major Robert Torrens". Invaluable. Retrieved 9 November 2019.
12. ↑  Fetter, Frank Whitson (1990). "New Light on the Military Career of Robert Torrens". History of Political Economy. 22 (3): 545–549. doi:10.1215/00182702-22-3-545.
13. ↑  Fetter, Frank Whitson (1962). "Robert Torrens: Colonel of Marines and Political Economist". Economica. 29 (114): 152–165. doi:10.2307/2551551. JSTOR 2551551.
14. ↑  "Corn Importation Acts—Order in Council. (Hansard, 24 November 1826)". United Kingdom Parliament. Retrieved 21 June 2021.
15. ↑  "QUALIFICATION UNDER THE REFORM ACT. (Hansard, 15 August 1832)". United Kingdom Parliament. Retrieved 21 June 2021.
16. ↑  Report from the Select Committee on Steam Carriages (به انگلیسی), مجلس بریتانیا, ۱۸۳۴, p. 227, Wikidata Q107302733
17. ↑  Cobbett, William (1832). Cobbett's Political Register. William Cobbett. p. 633.
18. ↑  Stephen, Leslie (1885–1900). "Torrens, Sir Robert Richard (1814-1884)". Dictionary of National Biography. Volume 57, 1899. MacMillan. p. 68. Retrieved 9 November 2019.
19. ↑  "Library and Archive Catalogue". Royal Society. Retrieved 28 October 2010.[پیوند مرده]
20. ↑  Adams, Peter (2013). Fatal Necessity: British Intervention in New Zealand, 1830–1847. BWB e-Book. Bridget Williams Books. p. 197. ISBN 978-1-927277-19-5. Retrieved 9 December 2020. ...first published in 1977.
21. ↑  McDonnell, Hilda (2002). "Chapter 3: The New Zealand Company of 1825". The Rosanna Settlers: with Captain Herd on the coast of New Zealand 1826-7. Wellington City Libraries. Retrieved 9 December 2020. including Thomas Shepherd's Journal and his coastal views, The NZ Company of 1825.[پیوند مرده]
22. ↑  Wakefield, Edward Jerningham (1845). Adventure in New Zealand, from 1839 to 1844: With Some Account of the Beginning of the British Colonization of the Islands. Adventure in New Zealand. John Murray. p. 4. Retrieved 9 December 2020. Digitised 22 July 2009
23. 1 2  "Torrens, Robert (1780–1864)". Australian Dictionary of Biography. Vol. 2. Melbourne University Press. 1967. ISSN 1833-7538. Retrieved 10 November 2019 – via National Centre of Biography, Australian National University.
24. ↑  "The House Of Commons: Constituencies Beginning With "I": Ipswich: Robert Torrens, MP for Ipswich 1826-1827, Ashburton 1831-1832 and Bolton 1832-1834; and his son, Sir Robert Richard Torrens, MP for Cambridge 1868-1874". Leigh Rayment. 31 July 2018. Archived from the original on 18 September 2018. Retrieved 9 November 2019.{{cite web}}:  نگهداری یادکرد:پیوند نامناسب (link) − reproduces an article which appeared in the Australian magazine Parade, January 1972 issue. (Index Cobden, Vera (1988). Parade magazine: Index to know your ancestors, 1970-1980. Heraldry and Genealogy Society of Canberra. ISBN 978-0-949543-03-5. Retrieved 9 November 2019.)
25. ↑  PlaceNames Online – South Australian State Gazetteer بایگانی‌شده  در ۱۷ مه ۲۰۰۸ توسط Wayback Machine Searchable database. Retrieved 3 April 2012.